# パトリツィア・フォン・ブランデンスタイン
パトリツィア・フォン・ブランデンスタイン（Patrizia von Brandenstein、1943年4月15日 - ）は、アメリカ合衆国のプロダクションデザイナーである。映画『アマデウス』により女性としては史上初めてアカデミー賞美術賞を獲得した。
アリゾナ州でドイツ系ロシア人移民の両親のものに生まれる。コメディ・フランセーズで2年間見習いをした後、1960年代にニューヨークのオフブロードウェイで働き始め、アクターズ・スタジオとラ・ママで裁縫師、プロップメーカー、シーンペインターを務めた。1966年にデザイナーとしての本格的なキャリアが始まり、ウィリアム・ボール指揮下のサンフランシスコのアメリカン・コンサバトリー・シアターで衣装とセットを手がけた。また彼女は後に夫ともなるプロダクションデザイナーのスチュアート・ワーツェルとも出会った。

## 受賞とノミネート
| 賞           | 年   | 部門   | 作品名           | 結果       |
| ------------ | ---- | ------ | ---------------- | ---------- |
| アカデミー賞 | 1981 | 美術賞 | ラグタイム       | ノミネート |
| アカデミー賞 | 1984 | 美術賞 | アマデウス       | 受賞       |
| アカデミー賞 | 1987 | 美術賞 | アンタッチャブル | ノミネート |